# Hégira
Hégira (em árabe: هجرة; romaniz.: Hijraʰ; lit: "exílio", "separação") foi a fuga de Maomé de Meca para Medina, que marca o ano inicial do calendário islâmico.
Maomé, natural de Meca, tinha mais de cinquenta anos de idade quando se tornou famoso por seus ensinamentos. Como mensageiro de Alá, ele pregava reformas tanto na religião judaica quanto no cristianismo, além de atacar o paganismo de seu país. Os cidadãos de Meca tornaram-se tão hostis que, em 622, Maomé foi obrigado a se refugiar em Medina.
Maomé já vinha prevendo que teria que fugir de Meca para Medina havia algum tempo, e vários de seus familiares já haviam se estabelecido lá, como, por exemplo, sua filha Hadhrat Ruqayyah e seu genro Otomão.
Durante a fuga, a 5 km de Medina, Maomé e seus seguidores ergueram um templo, a Mesquita de Quba, considerada a primeira mesquita.
A data da Hégira costuma ser incorretamente datada na sexta-feira, dia 16 de julho de 622 (pelo calendário juliano), ou, como o dia começa no pôr do sol, no dia anterior, 15 de julho.. Essa data é a época do calendário islâmico.
A data da Hégira costuma ser calculada de formas diferentes por diversos autores.
A chegada de Maomé a Iatrebe (Medina) ocorreu no dia 12 do antigo mês Rabia, que corresponde a 24 de setembro de 622 pelo calendário juliano, e sua fuga de Meca no dia 1 do mês Rabia. John Bruno Hare calcula da data da fuga de Meca em 20 de setembro de 622.